# 特薛禪
特薛禪（又作德薛禪），姓孛思忽兒，弘吉剌氏，世居朔漠。本名特，因從元太祖起兵有功，賜名薛禪，故兼稱特薛禪。女兒孛兒帖是元太祖光獻翼聖皇后。子按陳、火忽、冊。在鐵木真九岁时将女儿孛儿帖嫁给他，当时他女儿十岁。

## 延伸阅读
[在维基数据编辑]
 《元史/卷118》，出自宋濂《元史》
 《新元史/卷115》，出自柯劭忞《新元史》